# ハンス・コパー

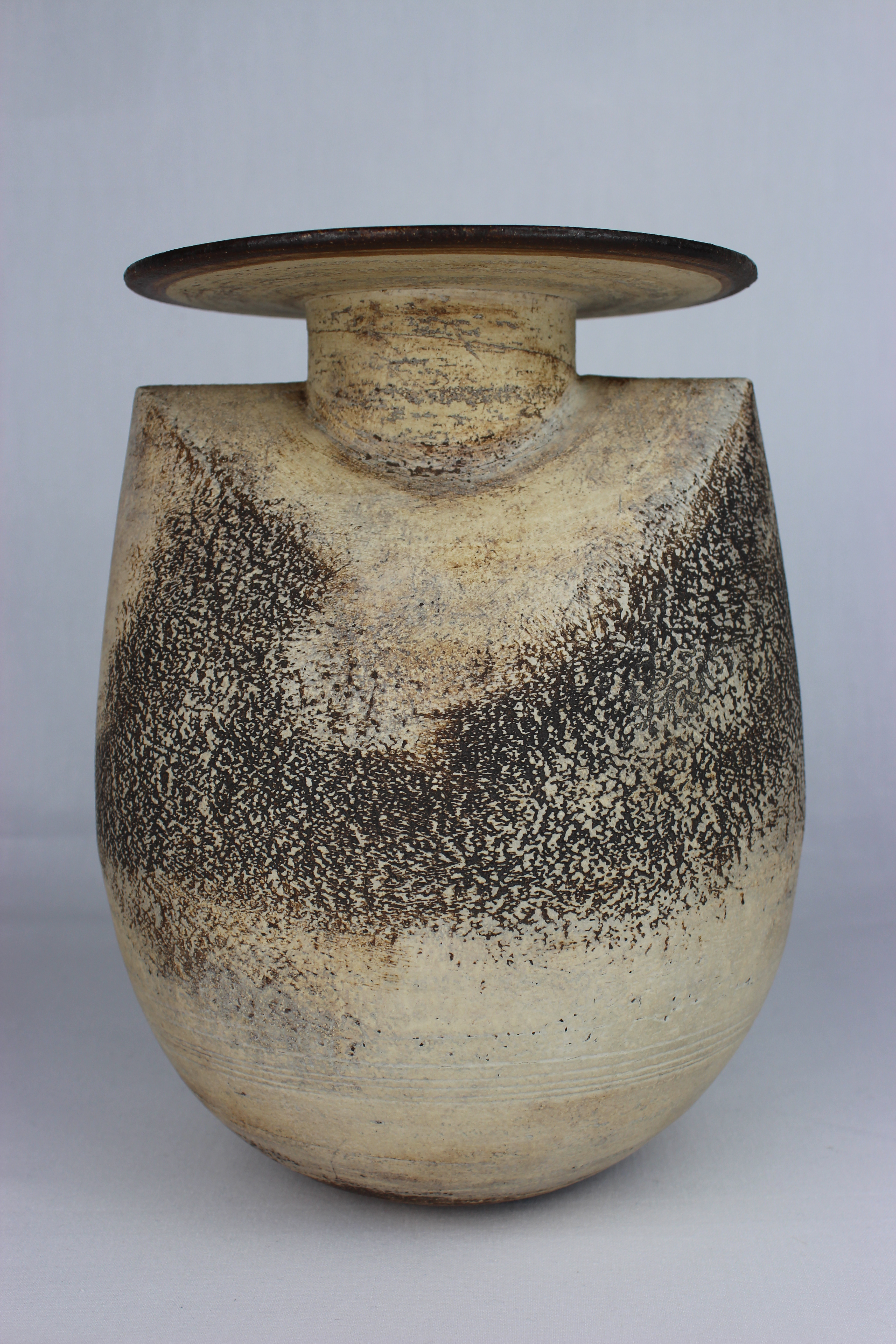
《ポット》1969年、ヨーク・ミュージアム・トラスト蔵。

ハンス・コパー（Hans Coper、1920年4月8日 - 1981年6月16日）は、20世紀後期のイギリスを拠点に活動した、ドイツ出身の陶芸家。同時代の主流である、東西の伝統的要素を重視する重厚な作風に対して、コパーは都会的で、彫刻や建築との関係の深い作品を手掛けた。轆轤で成形した複数のパーツを繋ぎ合わせる手法を特徴とする。

## 経歴

### 第二次世界大戦
1920年、ドイツ・ザクセン州ケムニッツに生まれる。裕福な家庭に育ったが、父がユダヤ人であったため、1933年ナチスの迫害が始まると、一家はドレスデン、ついでライプチヒへと転居を迫られた。迫害下で、妻がユダヤ人でない場合、ユダヤ人の夫は家族の暮らしを思って自ら命を断つことが少なくなかったといい、1936年にはコパーの父も自殺。1939年、コパーは単身ドイツを脱出し、着の身着のままでロンドンに到着した。まもなく敵国人として逮捕され、カナダの捕虜収容所へ入れられたが、約1年後、パイオニア兵団入隊を志願することでイギリスへ戻ることができた。膝まで水につかって塹壕を掘り続ける労働によって身体を痛めて入院し、退院後は除隊。その後もドイツ人として差別を受けながら、職業を転々とする。

### 活動初期
戦後1946年、アルビオン・ミューズにあるルーシー・リーの工房にボタンづくりのアシスタントとして入る。リーはウィーン工業美術学校で陶芸を学んだ陶芸家であったが、戦中は生活のためにボタン製作を手掛けており、戦後も需要があってしばらく続けていた。それまでコパーには作陶の経験はなく、陶芸を作ろうと考えたこともなかったものの、工房で働くようになるとたちまち大きな興味を示し、轆轤に取り組んで短期間で急速に上達した。やがて、リーがデザインしたカップや受け皿などの家庭用陶器を、コパーが轆轤を挽いてつくるようになり、また、コパーが成形したカップなどに、リーが釉薬を掛けたり模様をつけたりするようになった。このようなリーとの共同制作を経て、コパーも独自の作品を作るようになる。
1950年のリーとの合同展（バークレイ・ギャラリー）から、コパーは自身の名前で作品の発表を始める。続く1951年の英国祭への出品、1952年のダーティントン国際工芸家会議における展覧会への出品で、リーとともに一定の評価を得た。

### 「建築時代」

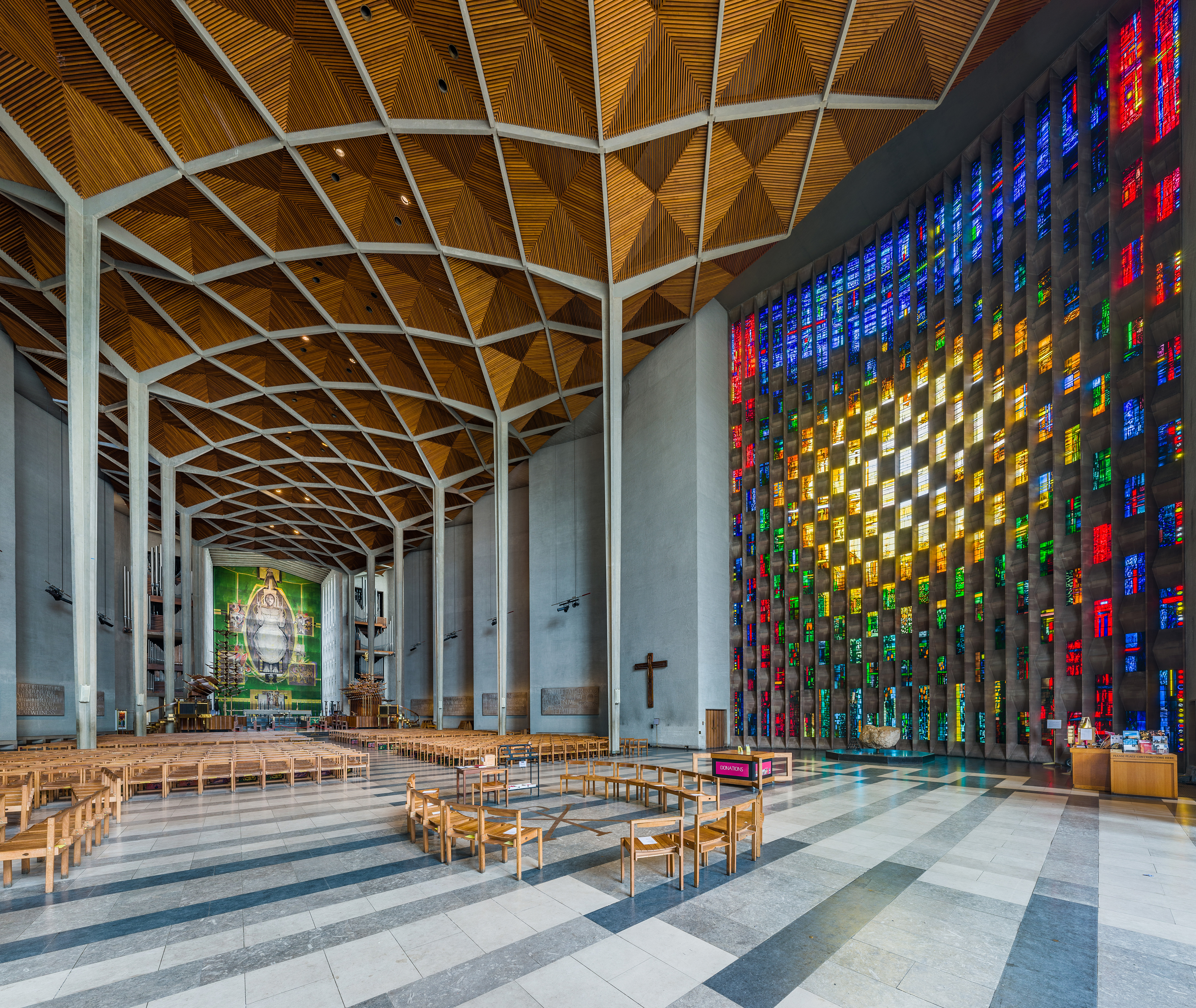
コヴェントリー大聖堂内部。左奥が正面祭壇。

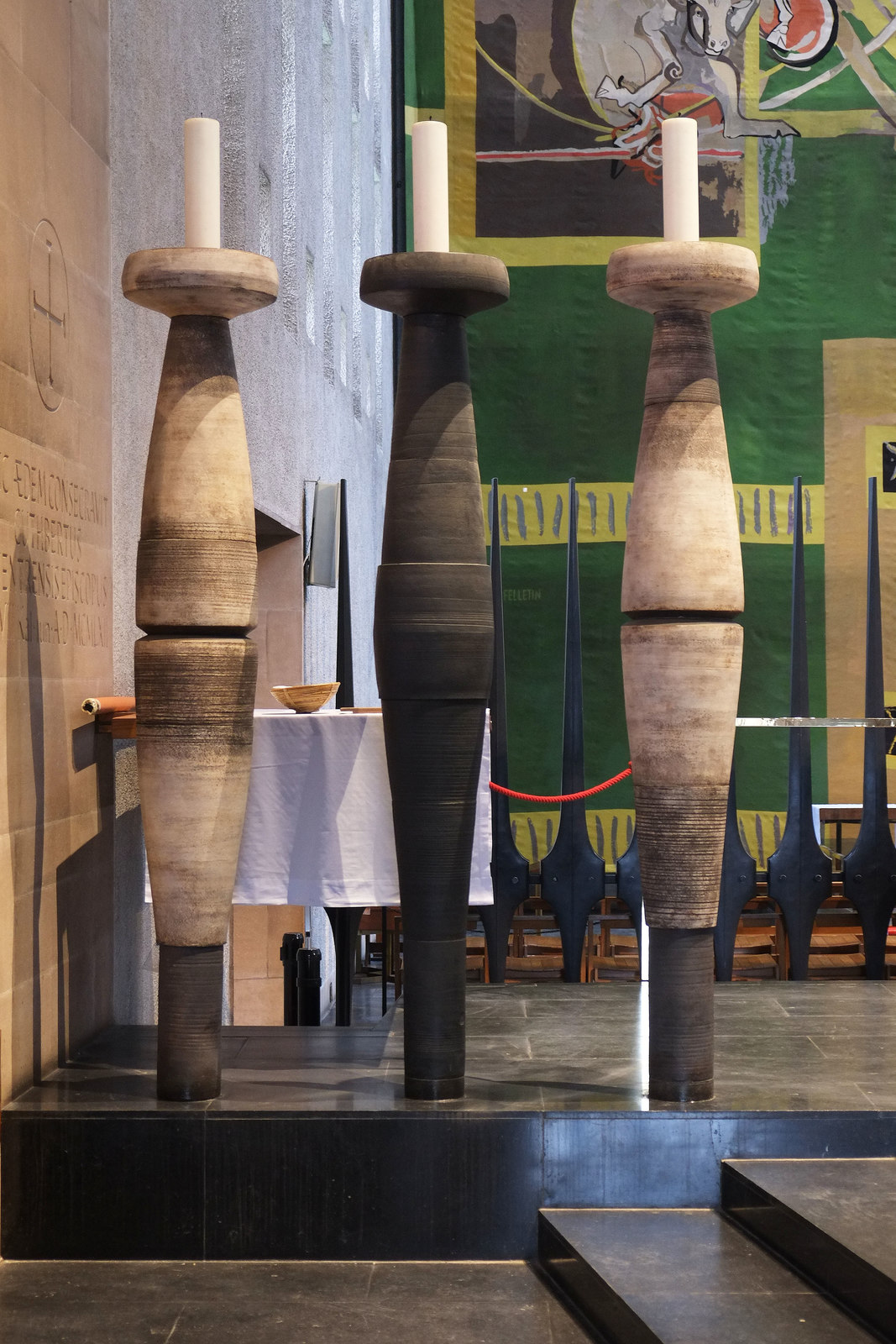
コヴェントリー大聖堂の正面祭壇脇に設置された燭台。

1959年、若い芸術家を社会に関わらせてサポートする目的で開設された「ディグズウェル・ハウス」に移住。コパーは建築グループに協力し、学校や会社の建物の壁面を、大小いくつかの円盤で飾ったり、凹凸のあるさまざまなパターンの外装タイルを製作したりした。また、音響用の内装タイルや煉瓦、洗面器や便器などの衛生用品も依頼を受けてデザインしている。1962年には、コヴェントリーの大聖堂を再建した建築家バジル・スペンスから委託され、2メートルを超える巨大な6本の燭台を制作し、コヴェントリー大聖堂の正面祭壇に設置した。
ディグズウェルに滞在した1959年から1963年までのこの時期を、コパーは自ら「建築時代」と呼んでいる。また、この頃から、轆轤で挽いた2、3のパーツを合接して作品を制作することが多くなる。

### 最盛期〜晩年
1963年、ロンドンに戻り精力的に制作活動を行う。翌1964年には東京オリンピック開催記念として開催された、東京国立近代美術館の「現代国際陶芸展」に出品。1967年にはリーとの大規模共同展がオランダ・ボイマンス美術館で開催され、国際的にその名が知られるようになる。
同1967年、イングランド南西部の小さな町フルームに移り、以後14年間住まう。1969年、ヴィクトリア＆アルバート博物館におけるピーター・コリングウッドとの共同展では、コパーの作品をさらに洗練させた《キクラデスポット》シリーズを出品。これは、初期青銅器時代（紀元前3千年後半）にエーゲ海のキクラデス諸島で作られた石偶から触発されたと思われる、逆三角形と細長い筒状のフォルムを組み合わせた作品郡である。
ヨーロッパのみならず、アメリカや日本など各地の展覧会に出品し、高い評価を得たコパーだったが、1975年、筋萎縮性側索硬化症（ALS）と診断される。この時期にはすでに、話したり歩いたり、左手を使うことが困難になっていた。1980年、60歳記念「ハンス・コパー」展をヘチェンス美術館（ドイツ・デュッセルドルフ）で開催。この年、最後の作品の焼成を行う。1981年、61歳で死去。

## 作風
コパーの作品は、ほとんどすべてが轆轤を用いて成形されている。ただし、通常の成形とは異なり、別々に轆轤で挽いた2、3つのパーツを合接して作品をつくっている。合接にあたっては、形が崩れないように細心の注意を要するが、特に大きな作品では、紐状の粘土を付け足してパーツを合わせ、さらにそれを轆轤で挽く。轆轤で挽かれたパーツは、それ単体では単純なフォルムであるが、それらがコパーの手で組み合わされることによって、今までの陶芸に見られなかった独特で多様なフォルムが生み出されることになる。
その作品はほとんどの場合、白と黒の二色と、鋭い描線の模様で飾られている。コパーが陶芸を習得したのは終戦直後で、当時リーの工房にある土や釉薬は非常に限られていたが、その後も一貫してごく限られた材料と伝統的な技法によって制作している。また、通常は成形した器を一度素焼し、次いで施釉や絵付をしたうえで本焼をするが、コパーはリーと同様に素焼をせず、成形した作品に直接、化粧土や泥漿で模様をつけた。つまり、いわゆる生掛けで加飾し、一度の焼成で作品を完成させた。